# Arnar Freyr Arnarsson
Arnar Freyr Arnarsson (født 14. marts 1996 i Reykjavik, Island) er en islandsk håndboldspiller, som spiller i GOG og på Islands herrehåndboldlandshold.
Han deltog under VM i håndbold 2019 i Danmark/Tyskland.